# Brachiacantha arizonica
Brachiacantha arizonica är en skalbaggsart som beskrevs av Schaeffer 1908. Brachiacantha arizonica ingår i släktet Brachiacantha och familjen nyckelpigor. Inga underarter finns listade i Catalogue of Life.